# Graptoliti
Graptoliti (Graptolithina; dolazi od grč.: γραπτός: napisan + -lit) su izumrli (fosilni) razred sitnih morskih životinja s hitinskim skeletom. Ubrajaju se u stablo Hemichordata (razred Graptolithina). 
Živjeli su u kolonijama koje su se sastojale od niza hidroidnih polija smještenih na osi (rabdosoma), a svaki je od njih bio u posebnom hitinskom ovoju (teka). Više rabdosoma bilo je pričvršćeno na neki predmet koji je plutao na vodi, ili je bilo povezano zajedničkim mjehurom pneumatoforom. Ispod mjehura nalazila su se rasplodna tijela (gonangiji). 
Fosilni ostatci graptolita nalaze se u stijenama od kambrija do gornjega karbona, a najčešći su u siluru. Poznato je oko 240 fosilnih rodova i 1800 vrsta.

## Galerija slika
- Fosil vrste Pendeograptus fruticosus  iz donjeg ordovicija.
- Fosil graptolita Thallograptus sphaericola iz ordovicija.
- Fosil Didymograptusa.
- Fosil graptolita Dictyonema flabelliforme.